# حارة نوبة معصار (صنعاء)
حارة نوبة معصار هي إحدى حارات حي العفيف بمديرية السبعين إحد مديريات العاصمة اليمنية صنعاء، بلغ تعداد سكانها 1968 نسمة حسب تعداد اليمن لعام 2004.